# Sonate pour violon et piano de Ferroud
Pour les articles homonymes, voir Sonate pour violon et piano.
La Sonate pour violon et piano, ou Sonate en Fa, est une œuvre de musique de chambre de Pierre-Octave Ferroud composée en 1928-1929.

## Présentation
La Sonate pour violon et piano de Pierre-Octave Ferroud est une sonate pour violon et piano en Fa composée entre le 1er décembre 1928 et le 23 mars 1929, dans laquelle, relève Claude Rostand, « le dialogue des deux instruments y est rigoureusement équilibré mais le violon y a la possibilité de développer toute sa virtuosité de même que ses qualités expressives ».
L'œuvre, dédiée au violoniste Robert Soëtens, est créée le 19 décembre 1929 à l'École normale de musique de Paris lors d'un concert de la Société musicale indépendante, par le dédicataire au violon et Hélène Pignari au piano,.
La partition est publiée en 1929 par Durand.

## Structure et analyse
La Sonate pour violon et piano est composée de trois mouvements :
1. Allegro vivo et scherzando, à la mesure constamment changeante, dont « l'essentiel du mouvement est une course au coude à coude des deux instruments, le violon alternant séquences staccato et legato, le tout entrecoupé de pizzicati disséminés avec un goût et un esprit délicieux. Dialogue serré, accidenté, dont la tension ne se relâche quasiment pas un seul instant[4] » ;
2. Andante, qui s'ouvre « sur un paisible paysage nocturne baigné de lune[4] » et se déploie en « un lied à cinq parties d'une écriture dépouillée mais très expressive, d'une émotion contenue[2] » ;
3. Rondo vivace, finale en rondo « dont le premier motif fait l'objet d'une double exposition, la seconde étant une simple variation de la première[2] », mouvement « de caractère plus enjoué, presque stravinskien[4] », en mesures ternaires, à 
 et surtout 
, à la conclusion « magistrale, [… qui] laisse l'auditeur sur une note mi-ironique, mi-inquiétante[4] ».

La pièce, d'une durée moyenne d'exécution de dix-sept minutes environ, est pour Claude Rostand « une œuvre où s’affirment deux qualités dominantes de P.-O. Ferroud : le goût de la simplicité et la franchise ».

## Discographie
- avec la Sonate pour violon et piano de Francis Poulenc et la Sonate pour violon et piano de Maurice Ravel, Judith Ingolfsson (violon) et Vladimir Stoupel (piano), Accentus Music, 2018.